# Solymos vára (Magyarország)
Solymos vára romos állapotban fennmaradt középkori vár Erdőhorvátiban Borsod-Abaúj-Zemplén vármegyében, a Zempléni-hegységben. Bár gyakran tévesen említik Komlóskai várként, valójában ez a 426 méter magaslat a térképek tanúsága szerint az Erdőhorváti területéhez tartozott már az XVIII és XIX. századi térképek szerint is, és így van ez ma is. A tévedés oka lehet, hogy a várrom valamivel közelebb helyezkedik el Komlóskához, és a jelenlegi megközelítése egyszerűbb az Erdőhorvátiból vezető 37134-es mellékútról a két település közötti erdei útra fordulva. Ugyanakkor létezik egy déli, kalandosabb útvonal is, ami Erdőhorvátiból vezet. Ehhez az Erdőhorvátiból kivezető 37134-es mellékúton a Litka-patak hídjánál (48°19'49.1"N 21°26'21.7"E) kell jobbra térnünk.

## A vár rövid története
A Miskolci Egyetem régészhallgatói kutatják a középkori várrom titkait, amiket összevetve a máig fennmaradt oklevelekkel, lassan feltárul históriája. Ezek szerint – a nagyhatalmú bárók által szétszaggatott országot újra egyesítő – Anjou Károly király zempléni hadjárataiban vitézséggel harcoló Tolcsvai nemzetség tagjai kapták meg uralkodójuktól adományként a komlóskai földet, amin valamikor 1312 után emelték szállásul a kővárat.
Az egykori várépítők kihasználták a hosszúkás, ellipszis alakú hegycsúcs védelmét, a vaskos kőfalakat ennek meredek szélén húzták fel, bekerítve az egymással szembeni két kiemelkedő magaslatot. Csúcsain egy-egy kerek torony alapfalait tárták fel, míg a várudvar közepét kőfal választotta ketté.
Ismerjük, hogy 1379-ben a nemesi család tagjai felosztották maguk között a várat, talán ennek látható nyoma az osztófal. Alig néhány évtizedig szolgálta nemesi urait a vár, mivel már egy 1398-as oklevélben elpusztult várnak írta le Bebek Detre nádorispán. Mi okozhatta végzetét, talán egy hirtelen fellobbant tűzvész? Még nem derítette fel a kutatás, de az biztos, hogy nem állították helyre tulajdonosai. Így vált az egykori büszke Solymos vára a környékbeli néphagyomány nyelvén „Pusztavárrá”. 

Így az Erdőhorváti „Pusztavár” falait már 600 esztendeje a könyörtelen időjárás rombolja, megóvására azonban a jó szándék mellett jelentős anyagi ráfordítás is szükségeltetik

## Képgaléria

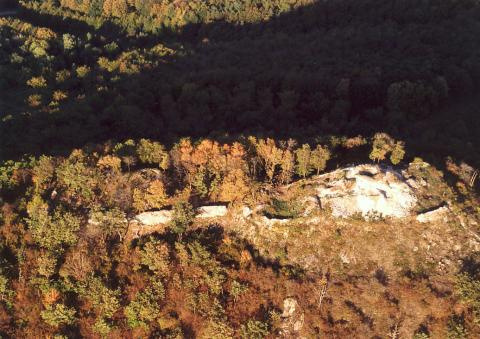
A romok légifotója
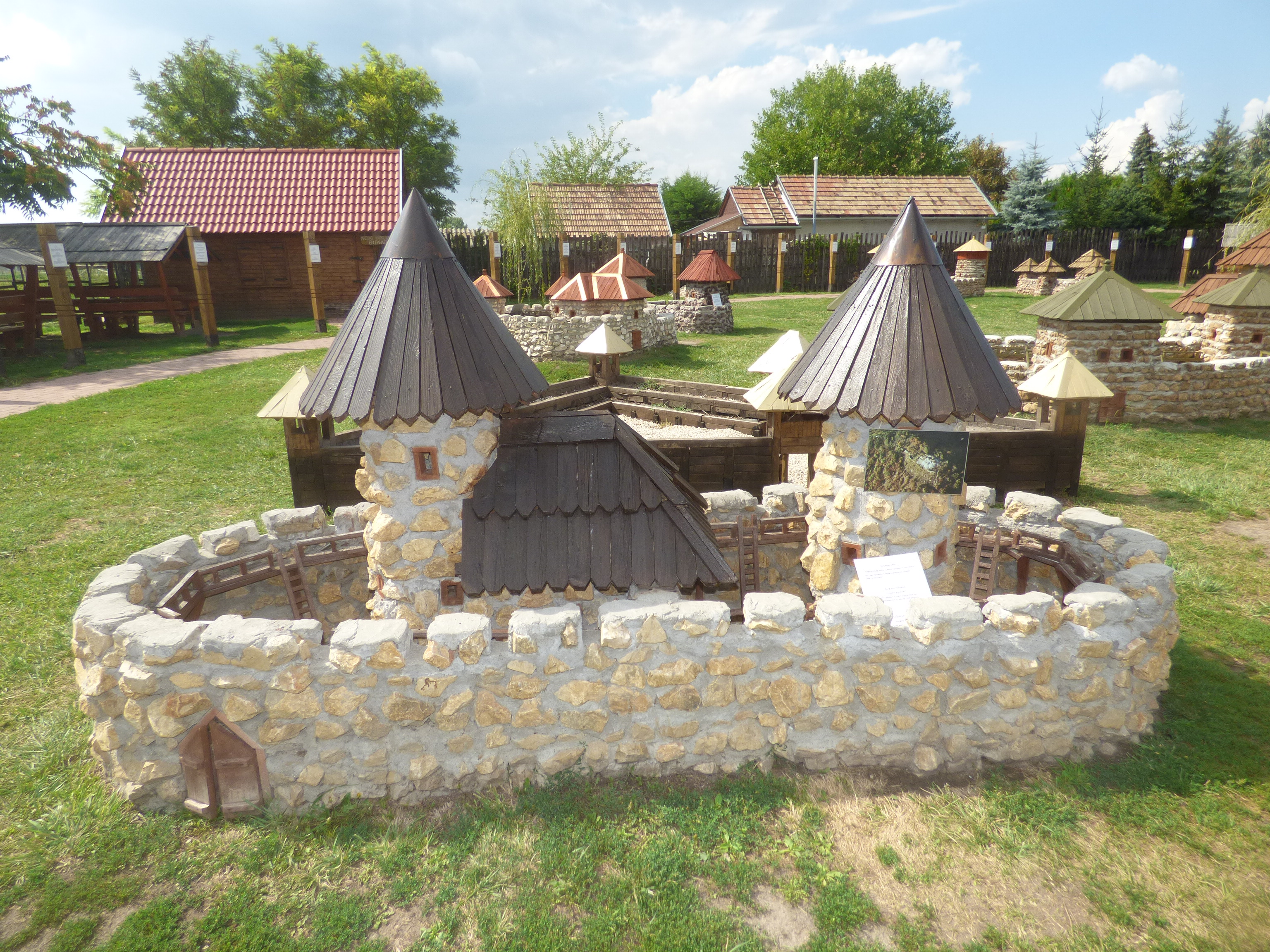
Makettje a dinnyési Várparkban

## Külső hivatkozások
- Erdőhorváti honlapja
- Komlóska honlapja